# Vanda limbata
Vanda limbata  es una especie de orquídea nativa desde Java, las Islas menores de la Sonda y Filipinas.

## Descripción
Es una planta de gran tamaño, que prefiere el clima cálido, de hábitos epifitas y monopodial   con tallos alargados que lleva varias hojas lineales y curvadas. Florece en una inflorescencia erecta o ascendente, de 25 cm de largo, con 10 a 12  con flores fragantes con olor de canela que se producen en el verano.

## Distribución y hábitat
Se encuentra en la isla de Sulawesi y la Isla de Java. 

## Taxonomía
Vanda limbata fue descrita por Carl Ludwig Blume y publicado en Rumphia 4: 49. 1849.
Etimología
Vanda: nombre genérico que procede del nombre sánscrito dado a la especie  Vanda tessellata  en la India, también puede proceder del latín (vandi) y del griego (dios santísimo ).
limbata: epíteto latino que significa "con borde, margen".